# Buchegg
Buchegg é uma comuna da Suíça, situada no distrito de Bucheggberg, no cantão de Soleura. Tem 22,64 km² de área e sua população em 2018 foi estimada em 2.580 habitantes.